# Partit Socialista del Kurdistan Iraquià
El Partit Socialista del Kurdistan (nom oficial, l'afegit Iraquià se li donava per distingir-lo del Partit Socialista del Kurdistan/Turquia a Turquia) fou un moviment polític kurd que va existir del 1976 al 1992 escindit del Partit Democràtic del Kurdistan. La bandera del partit Socialista del Kurdistan (Iraq) fou vermella amb les lletres PSK en blanc.

## Història
Després de la retirada del suport iranià i l'abandonament de la lluita el març de 1975 pel Partit Democràtic del Kurdistan que es va retirar a l'Iran i va rebre del govern pensions als dirigents, passaports als que es volien exiliar, i residència a un barri de Teheran als que volien restar, entre altres ajudes, el que el deixava encara més obligat amb Iran tot i haver traït els kurds, van esclatar tensions internes al partit i un dels sectors que es va organitzar fou el de Mahmud Osman (o Uthman) el metge personal de Mustafà Barzani i negociador de l'acord d'autonomia amb el govern de Bagdad (1970-1974). A finals del 1976 el seu grup emetia el primer comunicat amb el nom de Partit Democràtic del Kurdistan-Comitè Preparatori, amb orientació socialista. Dos o tres mesos abans, el setembre de 1976, l'Aliança Popular del Kurdistan Socialista s'havia refundat sota el nom de Partit Socialista Kurd (PASOK). El PDK pel seu costat, amb Mustafà Barzani exiliat als Estats Units per ser tractat dels seus mals, va agafar el nom de PDK-Lideratge Provisional.
La Unió Patriòtica del Kurdistan (UPK) s'havia creat entre 1975 i 1976 reunint un espectre ideològic divers entre el qual els militants kurds del Partit Socialista Iraquià. El juny de 1976 va reprendre operacions al Kurdistan i el juliol feia el mateix el PDK-PL. Però la UPK i el PDK-LP es van enfrontar aviat. La iniciativa sembla que fou del PDK-PL que va atacar grups peixmergues de la UPK el juliol de 1976 i després gener i febrer de 1977. Jalal Talabani, el cap de la UPK va decidir contraatacar, però Sami Abdurrahman, un dels principals comandants del partit, es va assabentar d'aquestos plans a través d'algunes tribus amb les quals mantenia especials relacions o contactes. Sami havi establert aleshores tres bases a Turquia (Hakkari, Uludesi i Sinarkh) amb permís del govern turc; a la primavera del 1977 Jalal Talabani arribava al Kurdistan, cridat per Ali Askari, el principal comandant de la UPK, que considerava convenient la presència del líder sobre el terreny, i va establir el seu quarter general a Nawkan, a l'oest de Sardasht, a la frontera amb l'Iran. Nawshirwan Mustafà, un dels principals comandants de la UPK, fou encarregat de les operacions cap al sud i oest i Ali Askari de les operacions cap al nord. Aquest darrer fou enviat per capturar un important carregament d'armes i municions però va rebre instruccions secretes de Talabani d'atacar pel camí les posicions del PDK en revenja pels anteriors atacs. Askari va desobeir però aquestes ordes van arribar a mans de Sami Abdurrahman per mitjà d'agents turcs; Sami va ordenar emboscar a Askari que fou sorprès a Baradust el juny; molts dels seus homes van morir i altres foren fets presoners; els que van fugir van haver de rendir-se en gran part als iraquians i foren afusellats o penjats; una columna manada pel seu lloctinent Khalid Said fou també atacada per sorpresa i els seus integrants capturats i executats per orde de Sami. La lluita va seguir el 1978.
Aquestes greus lluites entre la UPK i el PDK van produir la sortida de la UPK del sector socialista dirigit per Rasul Mamand (1 de març de 1979) que va fundar el Moviment Socialista del Kurdistan (MSK). La UPK es va aliar llavors amb el Komala (de l'Iran) el 1979 i el va ajudar en la revolta kurda contra Khomeini, compensant amb aquesta unitat i el prestigi de la seva actuació a la guerra, la pèrdua del sector socialista. L'agost del 1979 el MSK es va aliar al Partit Democràtic del Kurdistan-Comitè Preparatori de Mahmud Osman (o Uthman). Els dos grups van formar l'hivern del 1979 el Partit Socialista Unit del Kurdistan, nom que aviat es va transformar de manera informal en Partit Socialista del Kurdistan. El novembre de 1979 el PDK-LP readoptava el nom oficial de PDK; aquest partit va lluitar contra els kurds iranians al costat dels khomeinistes mentre la UPK enviava als seus homes a ajudar els rebels iranians en la defensa de Mahabad; aquesta actuació del PDK va provocar la sortida del partit (1980) del comandant Sami Abdurrahman (que el 1981 va fundar el Partit Popular Democràtic del Kurdistan). La UPK va negociar des de 1980 amb el prestigiós Partit Democràtic del Kurdistan Iranià (PDKI) amb el que va signar l'acord de 1981; però tant el Komala com el PDKI foren derrotats pels khomeinistes amb el suport actiu del rival de la UPK, el Partit Democràtic del Kurdistan (de l'Iraq).
Iniciada la guerra Iran-Iraq, a la meitat de novembre de 1980 diversos grups iraquians van formar el Front Patriòtic i Democràtic de l'Iraq, dirigit contra el govern de Bagdad, integrat per la UPK, el Partit Comunista Iraquià (PCI), el Partit Socialista Unit del Kurdistan (conegut ja com a Partit Socialista del Kurdistan PSK o Partit Socialista del Kurdistan/Iraq PSKI) i el Partit Baas (sector sirià). La UPK estava satisfeta d'haver apartat al seu rival PDK però el 28 de novembre es formava el Front Democràtic Patriòtic de l'Iraq, integrat pel sector majoritari del PCI, el PDK, la facció del PSK liderada per Rasul Mamand i el PASOK (Partit Socialista Kurd). El front encapçalat per la UPK es va descompondre ràpidament doncs tant la part del PCI com la del PSK que li donaven suport eren minoritàries. Aquesta qüestió i alguns altres conflictes portaven al partit Socialista del Kurdistan a trencar-se el 1981 en dues parts dirigides pels antics caps de les dues formacions que el van formar, Mahmud Osman i Rasul Mamand. El primer va restar independent proper a la UPK, i el segon, amb la gran majoria de membres del partit, va conservar el nom del partit (ara definitivament Partit Socialista del Kurdistan), amb una força estimada de 1700 peixmergues.
A mig estiu del 1982 es va produir l'acord entre els dos partits UPK i PDK per obrir el Kurdistan a tots els grups que hi podrien operar lliurement. Entre el juny i l'octubre els iranians van passar a l'ofensiva i van ocupar Hajj Umran (amb suport del PDK), Kala Diza i Panjwin, que de fet van quedar a mans dels kurds (Hajj Umran) o d'aliats iraquians dels iranians (Partit Dawa). Els iranians van atacar a la UPK en revenja pel suport que aquest grup havia donat a la revolta kurda a l'Iran (1979-1981) i aquestos atacs van obligar els dirigents de la UPK a retirar-se de la frontera iraniana i acostar-se a les línies iraquianes. Aquesta situació de pressió per dos costat va obligar a Talabani a negociar. El 1983 Talabani va signar un acord amb el govern de Bagdad i va iniciar una política orientada a lluitar contra els comunistes i el Partit Socialista del Kurdistan, i s'establia un alto el foc amb Iraq que va poder utilitzar una part de l'exèrcit en el front sud contra Iran. El 1984 Talabani va aconseguir de Bagdad un acord generós d'autonomia que no es va poder signar per l'oposició de Turquia. Aquestos moviments van motivar la sortida del Komala de la UPK, sent fundat el Partit Comunista de l'Iran (1983). El gener de 1985 Talabani reprenia la guerra i el 1986 els kurds controlaven el territori entre la frontera i una profunditat d'entre 50 i 75 km; el maig de 1986 el PDK ocupava Manjish i assetjava Dohuk i al sus la UPK controlava les muntanyes de Rawanduz fins a Panjwin; els peixmergues del PSK operaven entre aquestes dues forces i així van seguir fins al 1991.
El 1991 després de la derrota iraquiana a la guerra del Golf, els kurds van passar a l'ofensiva i van alliberar la major part del Kurdistan, però Saddam Hussein es va refer i amb l'ús massiu de l'aviació i armament químic va poder recuperar els punts principals del Kurdistan i va provocar un èxode de refugiats de prop d'un milió de persones que va impulsar als americans i britànics a establir una zona d'exclusió aèria; les forces iraquianes per no haver de viure assetjats i subjectes a constants atacs i emboscades, es van retirar del Kurdistan que de fet va quedar independent. Llavors els partits kurds van organitzar unes eleccions per decidir el govern regional.
El Partit Socialista del Kurdistan es va presentar en coalició amb el PASOK (aleshores ja rebatejat com Partit de la Independència del Kurdistan) a les eleccions celebrades el 19 de maig de 1992. La coalició va obtenir prop dels 25.000 vots (el 2,6%) però cap escó (el PASOK no va arribar a l'1% i la resta foren vots del PSK). L'agost el Partit Socialista del Kurdistan, el Partit de la Independència del Kurdistan i el Partit Popular Democràtic del Kurdistan (que tampoc havia obtingut cap escó i no va arribar a l'1% dels vots a les eleccions) formaren el Partit de la Unitat del Kurdistan. El desembre de 1992 el Partit Socialista va acordar la seva dissolució i el 1993 el Partit de la Unitat del Kurdistan es va unir al Partit Democràtic del Kurdistan. Rasul Mamand i una part de l'antic PSK es va unir el 1994 a la UPK.